# Chris Garia
 Christopher George Paul (Chris) Garia  (Willemstad (Curaçao), 16 december 1992) is een Nederlandse atleet, die zich sinds 2017 heeft toegelegd op de sprintnummers. Voor die tijd maakte hij als honkbal-international deel uit van de Major League Baseball-organisatie Texas Rangers en was hij lid van het Nederlands honkbalteam dat in 2016 kampioen werd bij het Europees honkbalkampioenschap in Hoofddorp. Als atleet veroverde hij inmiddels zijn eerste titel op de 60 m tijdens de Nederlandse indoorkampioenschappen van 2018, waarbij hij onder meer veelvoudig Nederlands kampioen Churandy Martina versloeg.

## Atletiekloopbaan
In 2018 leidde de sprintaanleg van Garia voor het eerst tot klinkende resultaten. Op de NK indoor in februari in het sportcentrum Omnisport Apeldoorn versloeg hij op de 60 m Churandy Martina op de streep en veroverde hij zijn eerste Nederlandse titel. Vervolgens wist hij zich reeds in mei te kwalificeren voor deelname aan de Europese kampioenschappen in Berlijn door de 100 m  af te leggen in 10,29 s, een PR-prestatie. Als resultaat hiervan werd Garia opgenomen in de Nederlandse ploeg voor de 4 x 100 m estafette, die op 22 juli deelnam aan de Müller Anniversary Games. Het Nederlandse viertal, naast Chris Garia bestaande uit Churandy Martina, Hensley Paulina en Taymir Burnet, kwam hier tot een derde tijd in 38,21 s, een verbetering  van het Nederlandse record uit 2012 met 0,08 seconde.
Op de EK in Berlijn kwam Garia uit op de 100 m en de 4 x 100 m. Op het individuele onderdeel bracht hij het tot de halve finale, waarin hij in 10,31 vierde werd. Op de estafette slaagde het Nederlandse team, in dezelfde samenstelling als in Londen, erin om in 38,30 de finale te bereiken. Hierin veroverde het Nederlandse viertal de bronzen medaille in 38,03, een verbetering met 0,18 seconde van het in juli gelopen record.
Garia is lid van Rotterdam Atletiek.

## Kampioenschappen

### Internationale kampioenschappen
| Onderdeel | Titel             | Jaar |
| --------- | ----------------- | ---- |
| honkbal   | Europees kampioen | 2016 |

### Nederlandse atletiekkampioenschappen
Outdoor
| Onderdeel | Jaar |
| --------- | ---- |
| 100 m     | 2021 |

Indoor
| Onderdeel | Jaar |
| --------- | ---- |
| 60 m      | 2018 |

## Persoonlijke records
Outdoor
| Onderdeel | Prestatie          | Datum        | Plaats            |
| --------- | ------------------ | ------------ | ----------------- |
| 100 m     | 10,22 s (+2,0 m/s) | 30 juni 2019 | La Chaux-de-Fonds |
| 200 m     | 20,59 s (-1,3 m/s) | 12 juni 2021 | Geneve            |

Indoor
| Onderdeel | Prestatie | Datum            | Plaats    |
| --------- | --------- | ---------------- | --------- |
| 60 m      | 6,70 s    | 17 februari 2018 | Apeldoorn |

## Palmares

### 60 m
- 2018:  NK indoor - 6,70 s
- 2021:  NK indoor - 6,71 s

### 100 m
- 2018:  NK - 10,53 s (-2,6 m/s)
- 2018: 4e in ½ fin. EK - 10,31 s (+0,2 m/s)
- 2019:  NK - 10,41 s (-1,2 m/s)
- 2021:  NK - 10,37 s (+0,7 m/s)

### 200 m
- 2019:  NK - 21,05 s (-0,5 m/s

### 4 x 100 m
- 2018:  Müller Anniversary Games - 38,21 s (NR)
- 2018:  EK - 38,03 s (NR)
- 2019: 4e in serie World Athletics Relays in Yokohama - 38,67 s